# Ngày lễ quốc gia
Một ngày nghỉ lễ, ngày lễ quốc gia, ngày nghỉ công cộng, ngày quốc lễ hoặc kỳ nghỉ theo pháp luật là một ngày lễ chính thức của một quốc gia, thường được thông qua bởi Quốc hội, và thường là ngày nghỉ lễ có trả lương cho tất cả người lao động.
Các quốc gia và vùng lãnh thổ có chủ quyền thiết lập ngày lễ này dựa trên các sự kiện của ý nghĩa lịch sử của họ. Ví dụ, người Úc kỷ niệm Ngày Quốc khánh Úc. Ngày lễ thường là lễ kỷ niệm, như kỷ niệm một sự kiện lịch sử quan trọng, như ngày Quốc Khánh, hoặc có thể là một lễ kỷ niệm tôn giáo như lễ Giáng sinh, lễ Phật Đản. Ngày lễ có thể cố định trên một ngày cụ thể trong năm, được gắn với một ngày nhất định trong tuần trong một số tháng hoặc theo hệ thống lịch khác như âm lịch.
Các ngày lễ khác nhau tùy theo quốc gia và đôi khi không cố định mà thay đổi theo năm. Campuchia có hơn 20 ngày nghỉ lễ chính thức mỗi năm. Hồng Kông và Ai Cập có 16 ngày nghỉ lễ mỗi năm. Việt Nam hiện có 6 ngày nghĩ lễ chính thức.